# San José del Potrero, Jalisco
San José del Potrero är en ort i Mexiko.   Den ligger i kommunen Lagos de Moreno och delstaten Jalisco, i den centrala delen av landet, 400 km nordväst om huvudstaden Mexico City. San José del Potrero ligger 1 869 meter över havet och antalet invånare är 171.
Terrängen runt San José del Potrero är platt söderut, men norrut är den kuperad. Runt San José del Potrero är det ganska glesbefolkat, med 48 invånare per kvadratkilometer. Närmaste större samhälle är Lagos de Moreno, 12,5 km öster om San José del Potrero. I omgivningarna runt San José del Potrero växer huvudsakligen savannskog.